# James Ngandu
James Ngandu (2 aprile 1990) è un mezzofondista keniota.

## Biografia
Nel 2015 ha partecipato alle Universiadi, piazzandosi in ventitreesima posizione nella mezza maratona con il tempo di 1h10'27" ed in quindicesima posizione nei 10000 m con il tempo di 30'37"07. Tra il 2015 ed il 2018 ha gareggiato negli Stati Uniti nella NCAA; in seguito, si è dedicato principalmente a corse su strada (10 km e mezza maratona).

## Palmarès
| Anno | Manifestazione | Sede    | Evento         | Risultato | Prestazione | Note |
| ---- | -------------- | ------- | -------------- | --------- | ----------- | ---- |
| 2015 | Universiadi    | Gwangju | 10000 m piani  | 15º       | 30'37"07    |      |
| 2015 | Universiadi    | Gwangju | Mezza maratona | 23º       | 1h10'27"    |      |

## Altre competizioni internazionali
2018
- Oro alla Mezza maratona di Philadelphia ( Filadelfia) - 1h02'43"
- Oro alla Mezza maratona di Columbus ( Columbus) - 1h03'42"
- 6º alla 10 miglia di Pittsburgh ( Pittsburgh), 10 miglia - 47'36"
- 7º alla Utica Boilermaker ( Utica), 15 km - 44'13"
- Argento alla Oktoberfest 10K ( Minster) - 29'38"

2019
- 9º alla Mezza maratona di Houston ( Houston) - 1h01'51"
- Oro alla Mezza maratona di Columbus ( Columbus) - 1h02'14"
- Oro alla Mezza maratona di Philadelphia ( Filadelfia) - 1h02'16"
- Oro alla Mezza maratona di Austin ( Austin) - 1h04'33"
- 4º alla Virginia Ten Miler ( Lynchburg), 10 miglia - 48'10"
- Oro alla Tulsa Run ( Tulsa), 15 km - 44'48"
- 9º alla Lilac Bloomsday Run ( Spokane), 12 km - 36'01"
- Argento alla Flanigan's Rockin' Rib Run ( Davie) - 28'31"
- Oro alla Oktoberfest 10K ( Minster) - 28'38"
- 6º alla Cooper River Bridge Run ( Charleston) - 28'40"
- 5º alla B.A.A. 10K ( Boston) - 28'42"
- Oro alla Cooper-Norcross Bridge Challenge 10-K ( Camden) - 29'35"
- Argento alla Rite Aid 10 km ( Cleveland) - 29'41"
- 9º all'UAE Healthy Kidney 10K ( New York) - 29'42"
- 4º alla Cotton Row Run 10K ( Huntsville) - 30'19"
- Bronzo al Debbie Green Memorial ( Wheeling), 5 km - 13'57"
- 4º all'Applied Materials Silicon Valley Turkey Trot 5K ( San Jose), 5 km - 14'01"
- Argento alla Great Buffalo Chase 5K ( Frankfort), 5 km - 14'12"

2020
- 18º alla Mezza maratona di Houston ( Houston) - 1h01'45"
- Oro alla Mezza maratona di Austin ( Austin) - 1h04'27"
- Oro alla Mezza maratona di Fort Worth ( Fort Worth) - 1h06'13"
- Argento all'All-America City 10-K ( Edinburg) - 28'53"